# Dieupentale
Dieupentale è un comune francese di 1 360 abitanti situato nel dipartimento del Tarn e Garonna nella regione dell'Occitania.

## Società

### Evoluzione demografica
Abitanti censiti

## Monumenti

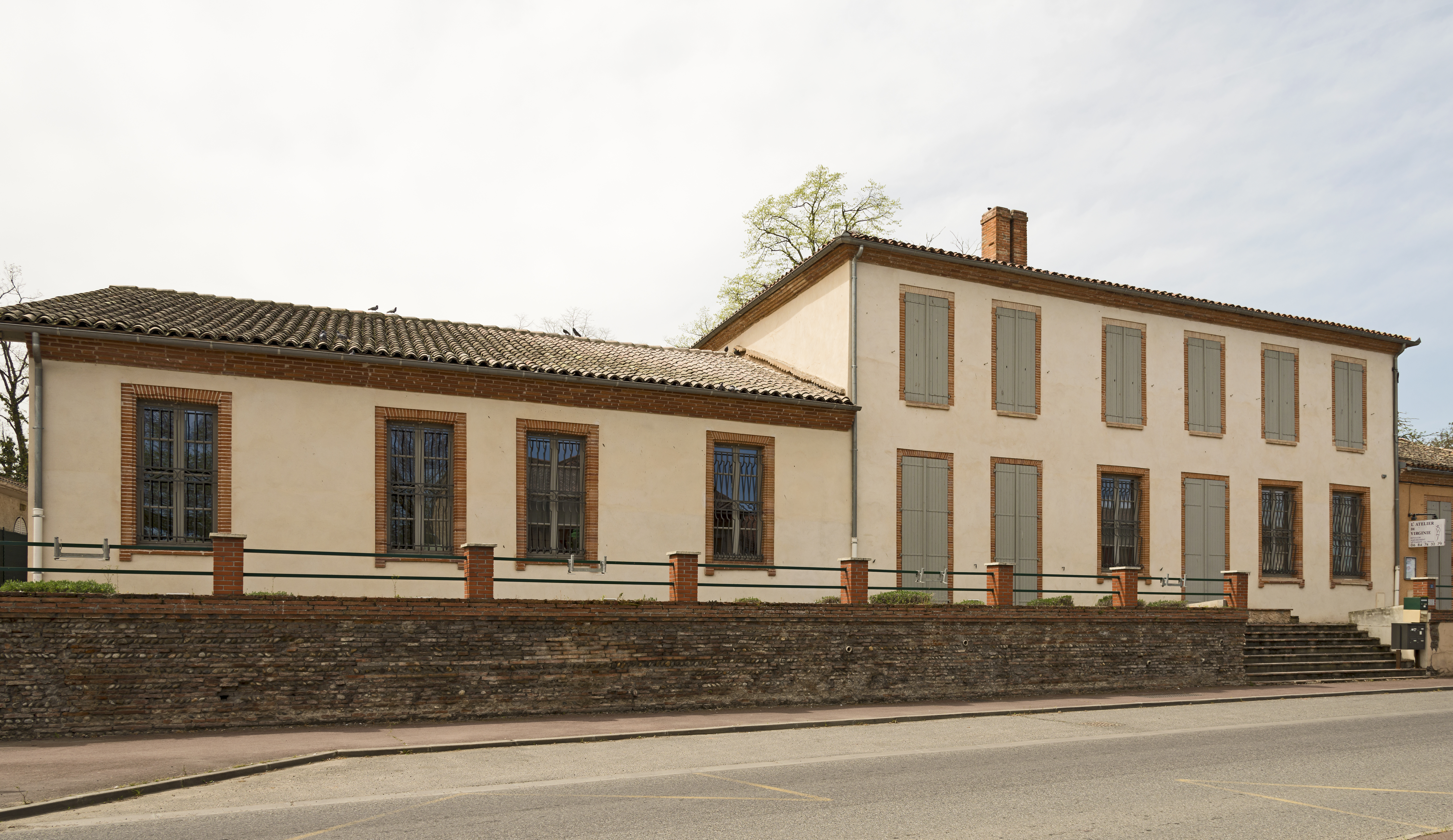
il municipio.
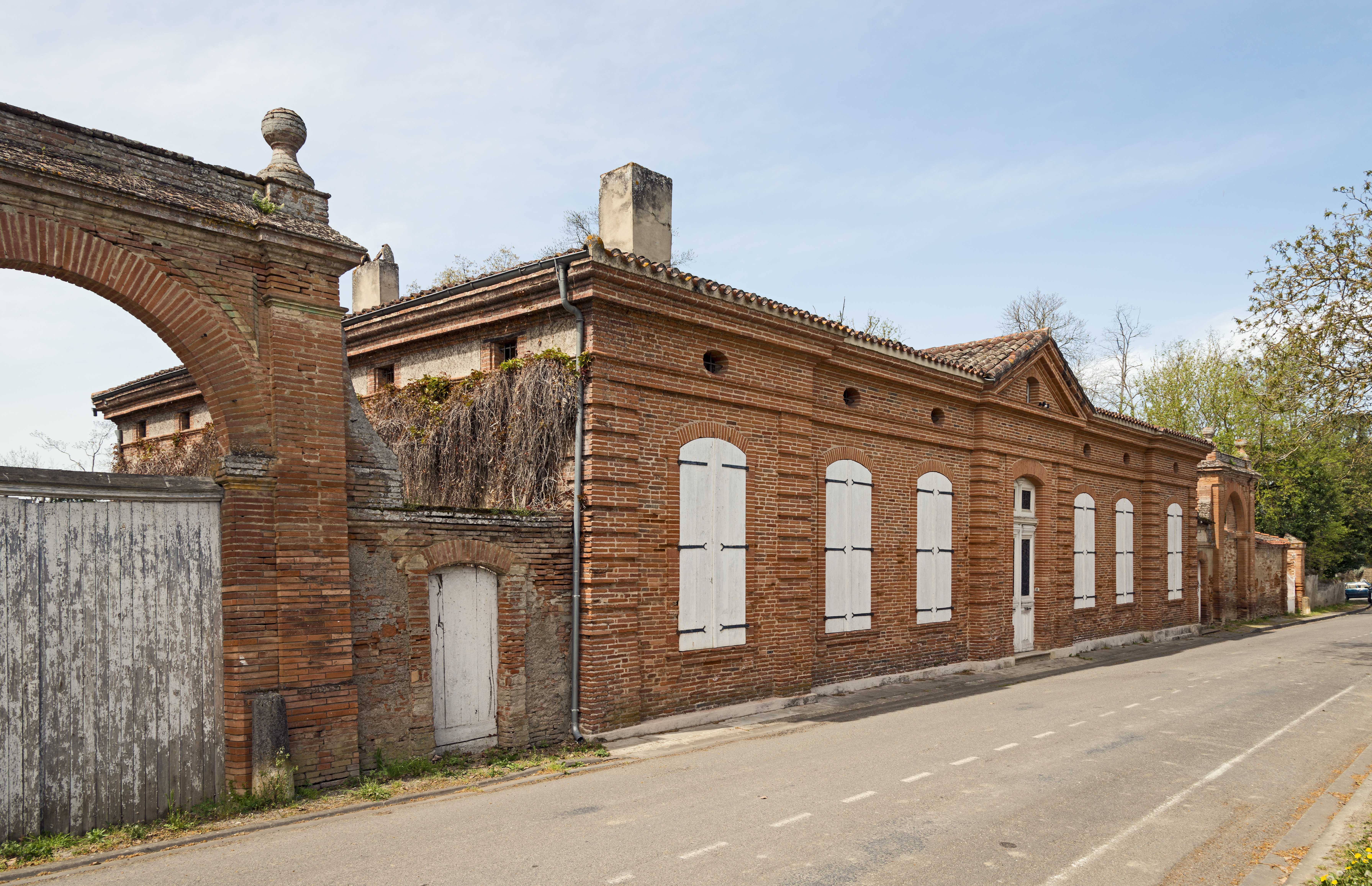
Castello, de Laparre de Saint-Sernin.
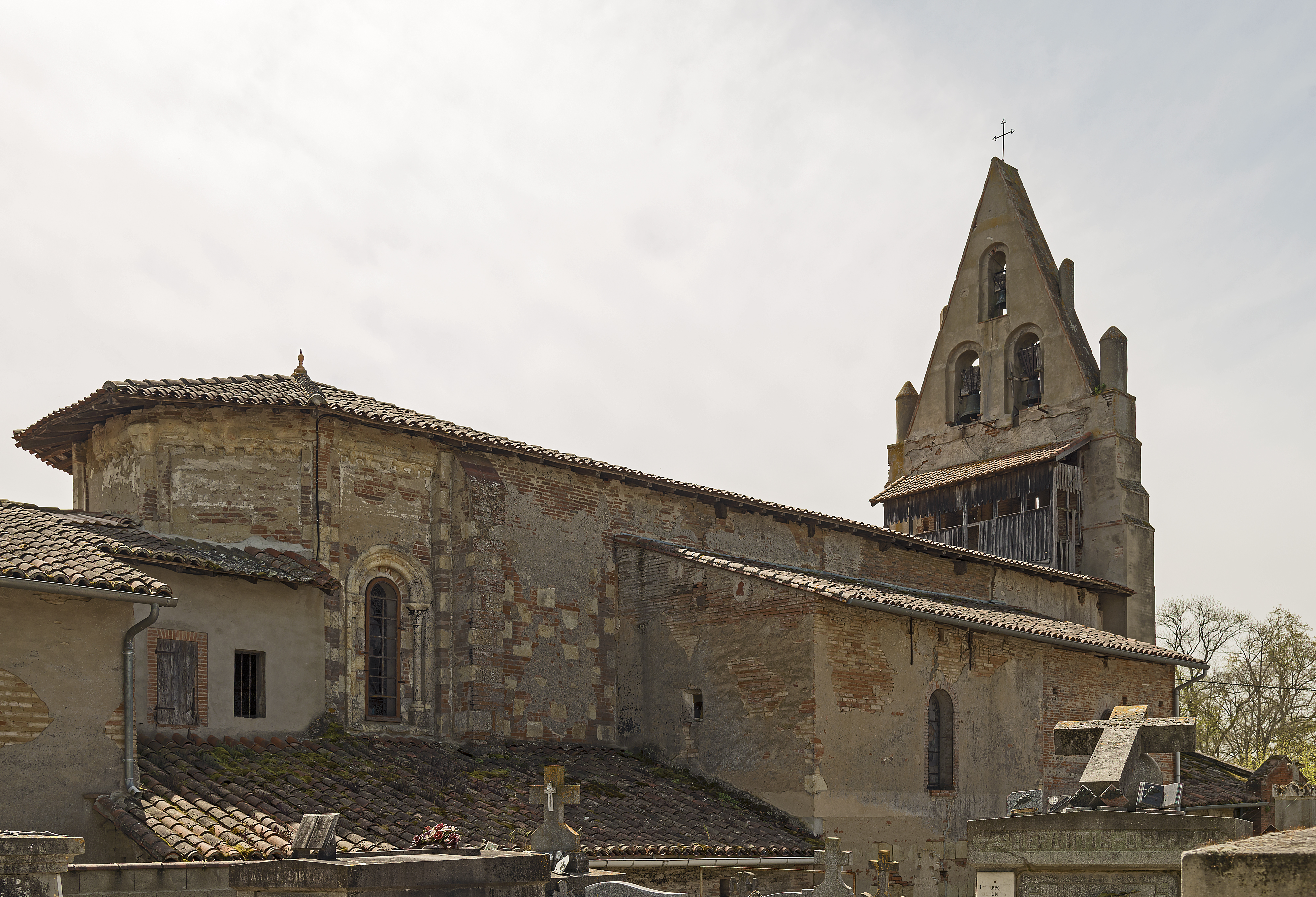
La Chiesa.
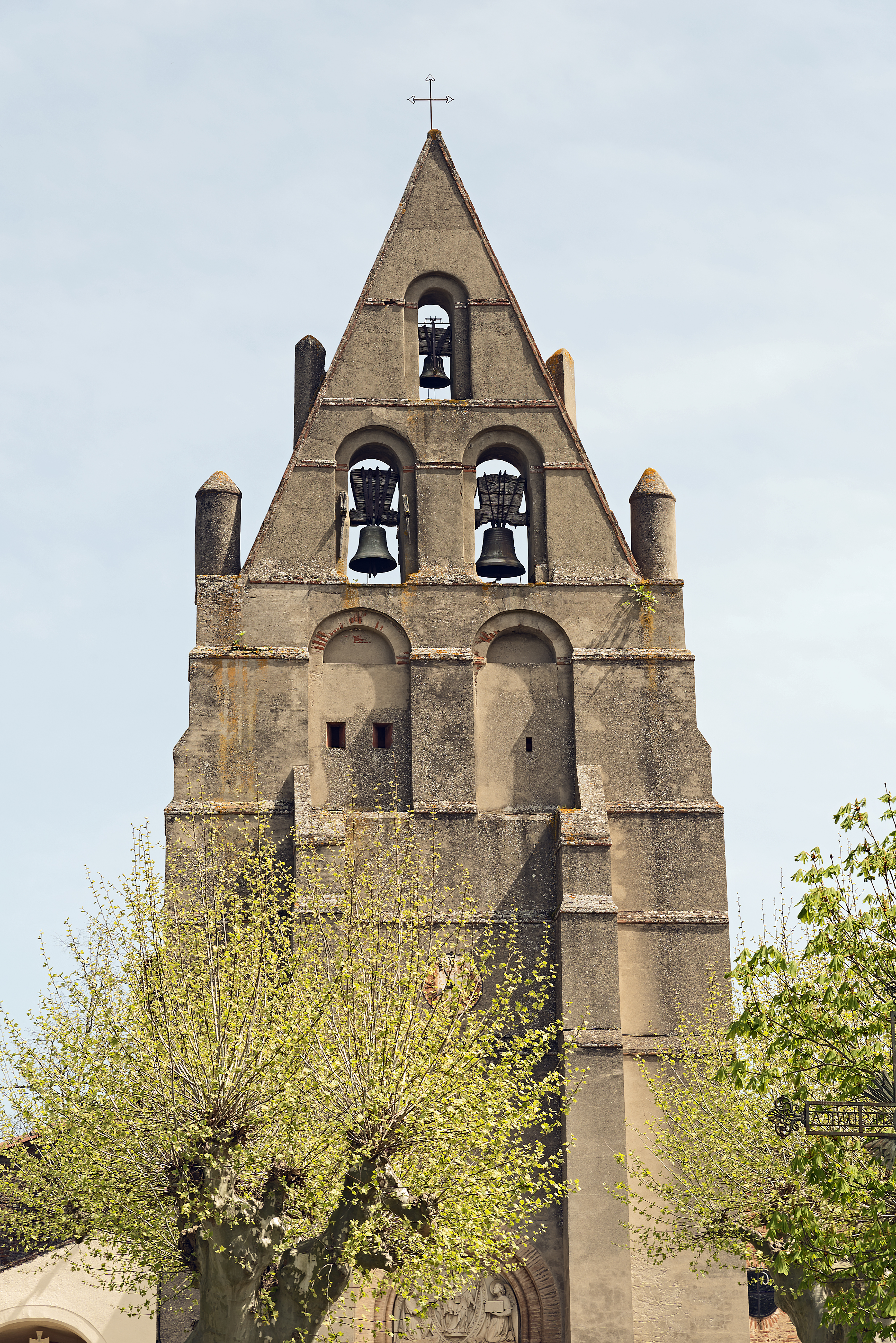
il campanile.
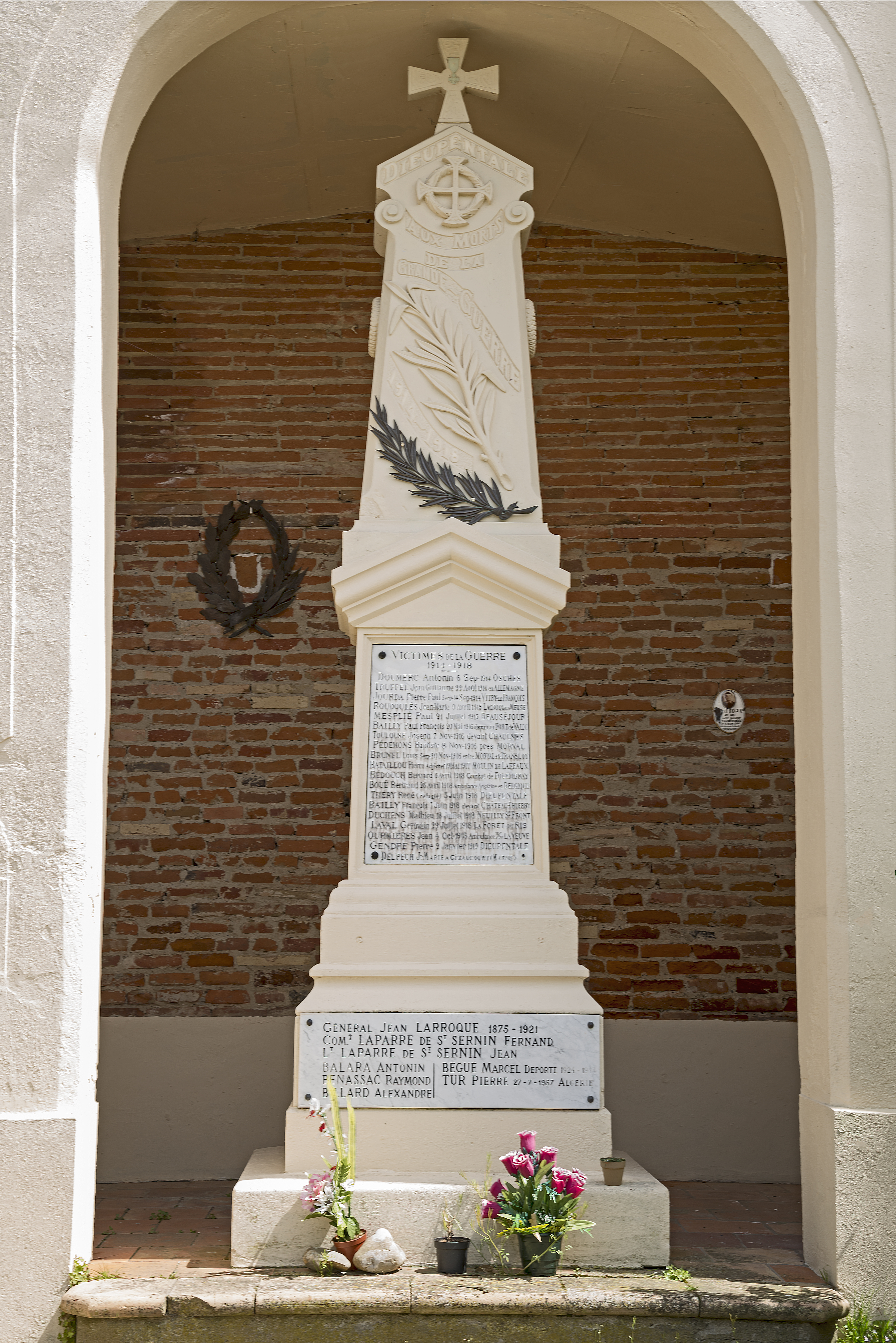
Monumento ai Caduti.
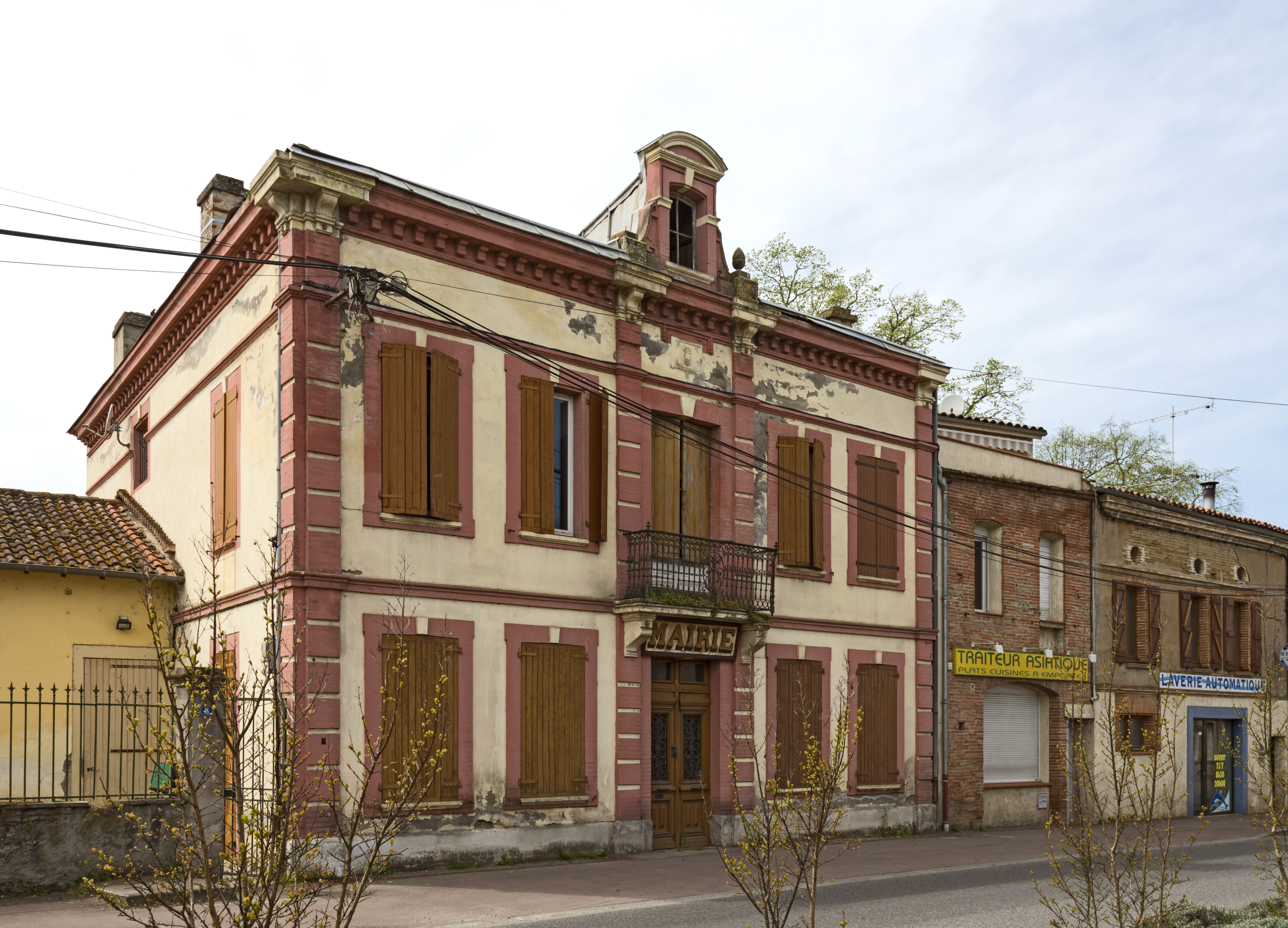
vecchio municipio.